# Davis Peralta
Davis Peralta Checa Júnior (nacido el 15 de junio de 1948 en El Chorrillo ) es un exjugador de baloncesto panameño.

## Trayectoria

### Inicios
Miembro de una familia de basquetbolistas, Davis Peralta Checa Jr. nació en el barrio de Bella Vista de la Ciudad de Panamá el 15 de julio de 1948. Es hijo de Davis Peralta López, seleccionado nacional de baloncesto, y de Petra Elisa Checa Tenorio. Su hermano José Antonio Gordón Checa, así como sus tíos Ricardo, Orlando y Francisco Checa, fueron atletas celebrados. Los nombres de sus tías Vilma y Melva Checa, así como el de su madre, resonaron también en el baloncesto.

### Carrera Deportiva
A los 12 años ya jugaba minibaloncesto y cinco años después, en la primera división estableció plusmarca de anotación  para una temporada con 787 puntos y en un partido, con 45 puntos.
De pequeña estatura, pero con unas habilidades extraordinarias, pronto se convirtió en un artífice de los tiros libres, departamento que lideró en el Campeonato Centroamericano, Tegucigalpa-Honduras, con promedio de 50-43 y al año siguiente, en Guatemala, marco 47 en 50 intentos.
En los XIX Juegos Olímpicos en México '68 se erigió mejor anotador con 217 puntos en 8 partidos. En ese entonces el defensa nacido el 15 de junio de 1948 en el barrio El Chorrillo, se hallaba en el esplendor de una carrera fructífera desde todo punto de vista.
Con sus 1.78 metro de talla y después de intervenir en infinidad de competiciones internacionales de baloncesto y conquistar numerosos lauros, entre ellos una medalla de oro en los VI Juegos Bolivarianos, Peralta Checa se retiró en 1978 después de disputar los Juegos Centroamericanos y del Caribe de Medellín, Colombia.
Siempre se ha mantenido ligado al deporte y en todo momento ha gozado del cariño, respeto y admiración del agradecido pueblo que lo vio nacer. Recordemos que recibió el honor de cortar la cinta en la inauguración del Gimnasio Nuevo Panamá, el 12 de febrero de 1970 (actualmente Gimnasio Roberto “Mano de Piedra” Durán”) y posteriormente ejerció como Director Regional del Instituto Nacional de Deportes en David de 1973-1975.
Resultó condecorado con la Orden Vasco Núñez de Balboa, INDE, Comité Olímpico de Panamá y fue merecedor de las Llaves de la Ciudad, en 1978 y desde 1995 hasta 1996 se desempeñó como Director de Deportes y Recreación del Municipio de Panamá.
Ha ocupado otros importantes cargos y ha representado al movimiento deportivo panameño en visitas a varios países con el objetivo de buscar fórmulas, sobre todo para tratar de que el baloncesto retorne a planos estelares, cuestión que la exigente y conocedora afición local añora porque sabe perfectamente que en el Istmo hay suficiente material humano para salir adelante en el sano empeño que muchos de han trazado.